# Estación de Bari Central
La estación de Bari Central es la principal estación de trenes de la capital de Apulia, ubicada en la Plaza Moro, distrito Murattiano de la ciudad.

## Historia

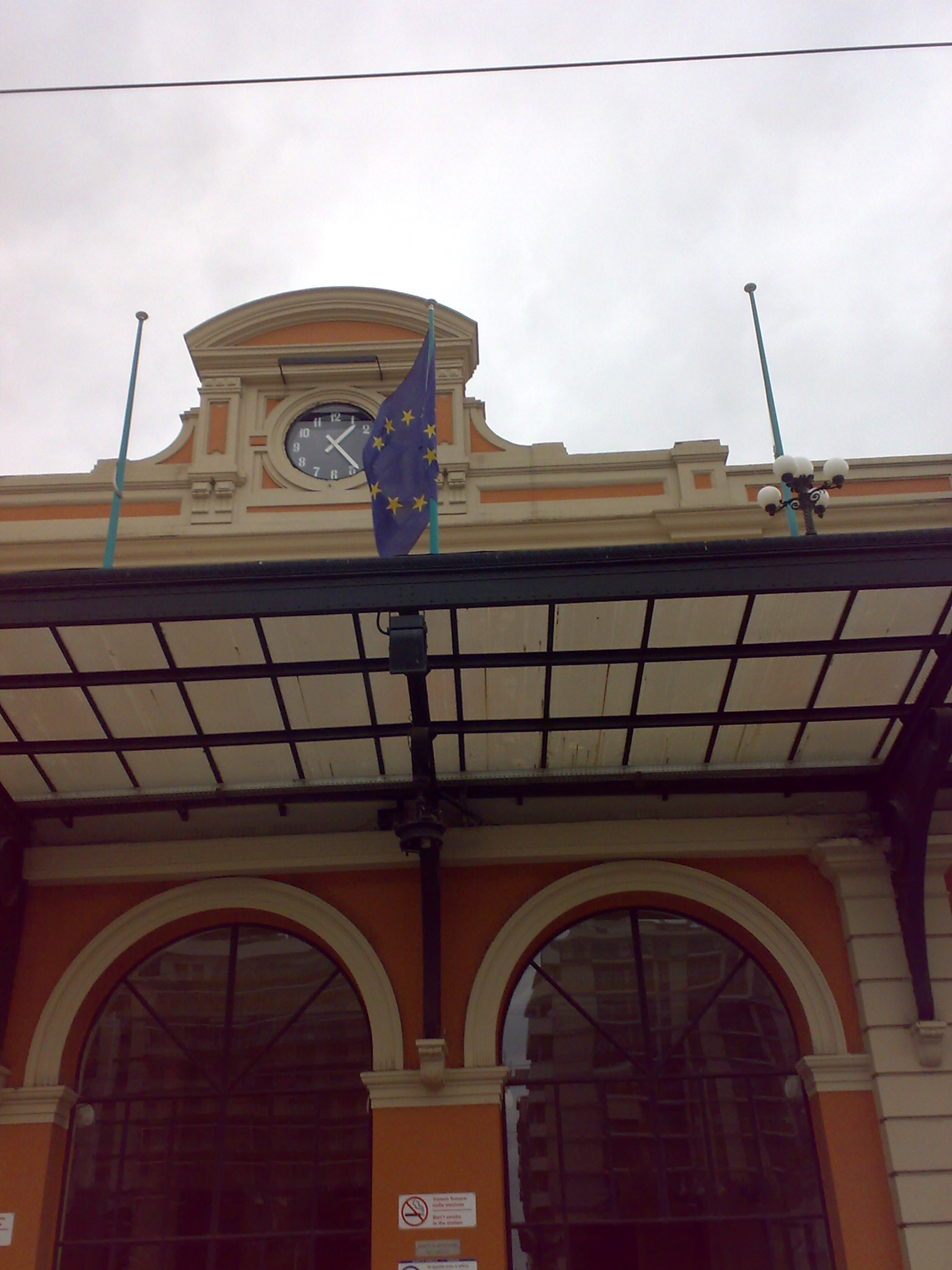
Detalle del reloj de la estación en la plaza Aldo Moro

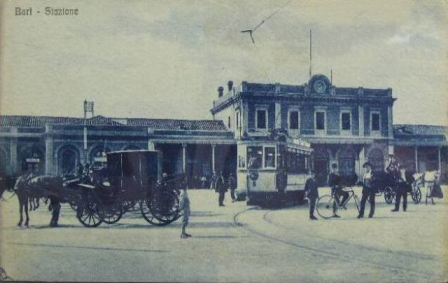
La estación central como lucía en 1920

La estación fue fundada en 1864 en un área en plena expansión en ese momento. Construida como una típica estación de tránsito, tenía una estructura caracterizada por un techo plano a dos aguas que cubría los dos rieles y los correspondientes andenes.
En la década de 2000, Bari Centrale se incluyó en el programa de remodelación de los aeropuertos italianos gestionados por Grandi Stazioni. En concreto, las obras fueron financiadas con 12 millones de euros (90% aportado por el Ministerio de Infraestructuras) y su finalización está prevista para el segundo trimestre de 2020. Estos incluyen la remodelación del paso subterráneo principal, ampliado y con ascensores en cada plataforma, y la construcción de un edificio de tres pisos de 140 m de largo, con una fachada completamente de vidrio sobre la vía Capruzzi que se agregará a la entrada por la plaza Aldo Moro.

## Estructuras y sistemas
En 2009 se inició la construcción de la conexión ferroviaria (doble vía electrificada), que conecta la estación Bari Central con el aeropuerto. El servicio mencionado está activo desde julio de 2013 y es gestionado por Ferrotramviaria (Ferrovie del Nord Barese).
Una capilla católica todavía está presente dentro de la estación.
La bóveda de la estación principal también alberga dos troncales que sirven como terminal para las líneas de Ferrovie del Sud Est, activadas el 27 de diciembre de 1974.
Los otros operadores ferroviarios: Ferrotramviaria y Ferrovie Appulo Lucane están ubicados junto a la terminal de pasajeros, que también tiene acceso a la Plaza Aldo Moro.

## Movimiento
El tráfico es de 38 000 pasajeros al día y 14 millones al año. La mayoría de los usuarios pertenecen al tráfico de cercanías.
Bari Centrale es servida por trenes de larga distancia operados por Trenitalia, por servicios regionales también realizados por Trenitalia, por Ferrovie del Sud Est, por Ferrotramviaria y por Ferrovie Appulo Lucane como parte de los contratos de servicio estipulados con la Región de Puglia, así como con el Metro de Bari.

## Servicios

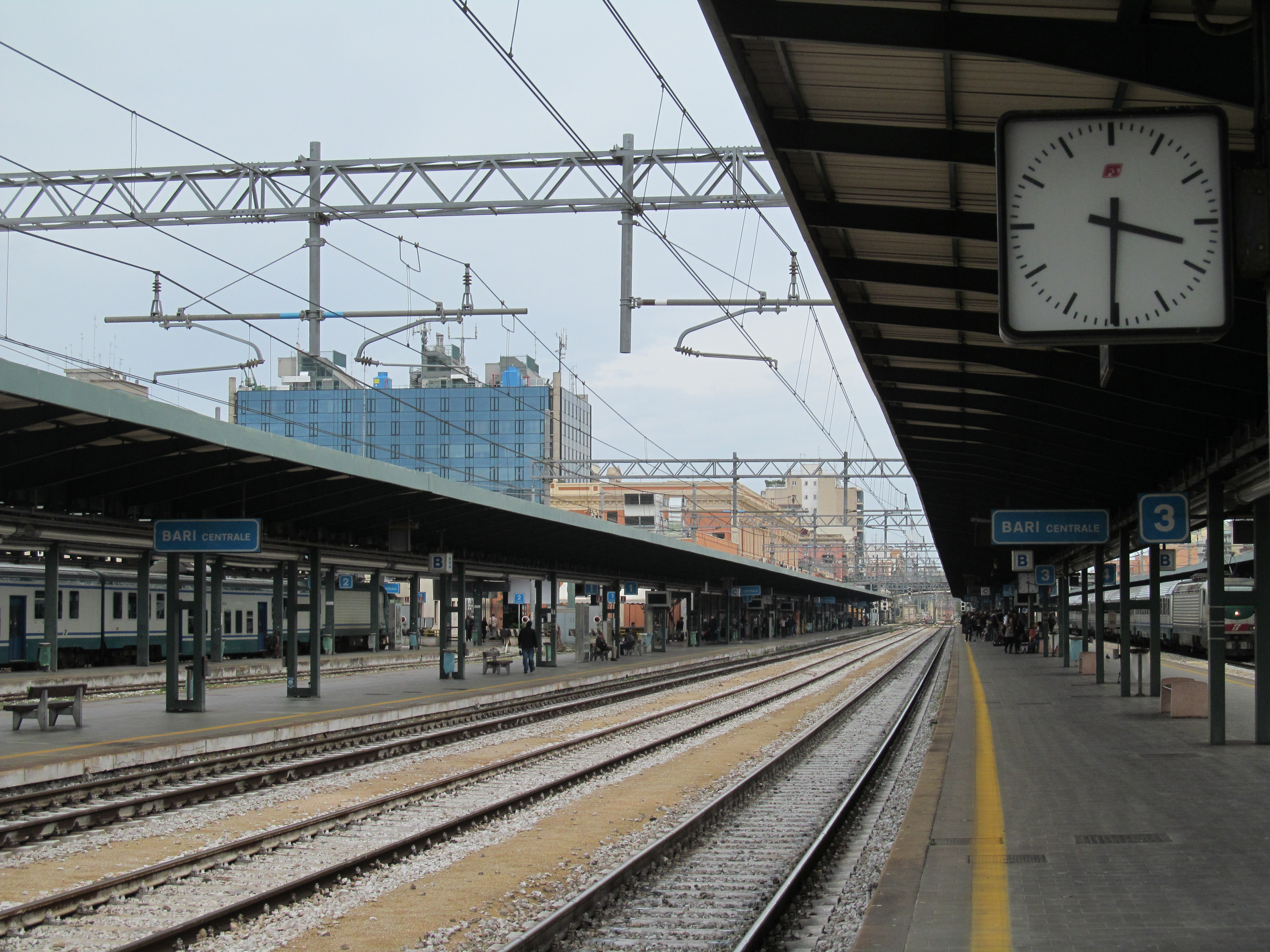
Los andenes de la estación de Bari

La estación tiene:
- Taquilla en el mostrador
- Taquilla automática
- Sala de espera
- Guardaequipaje con personal
- Baño
- Estación de policía ferroviaria
- Oficina de Información turística
- Bar y cafetería

## Conexiones
La plaza frente a la estación cuenta con líneas de autobuses urbanos gestionadas por la AMTAB .
Entre 1910 y 1948 hubo una terminal de la red de tranvías de la ciudad, que luego fue reemplazada por el servicio de trolebuses.
- Estaciones de tren de: Bari Centrale FAL (Ferrovie Appulo Lucane), y Bari Centrale FT (Ferrotramviaria)
- Parada de autobús
- Estación de taxi